# 科尔福夫斯基
科尔福夫斯基（羅馬化：Korfovskiy）是俄罗斯哈巴罗夫斯克边疆区的市级镇，为哈巴罗夫斯克区第三大聚居地，也是该区唯一的一座市级镇。地处哈巴罗夫斯克边疆区南部，位于区行政中心及边疆区首府哈巴罗夫斯克（伯力）南侧，西侧靠近中俄国界，西北侧靠近哈巴罗夫斯克边疆区与犹太自治州的边界。
连接哈巴罗夫斯克（伯力）与符拉迪沃斯托克（海参崴）的A370公路（乌苏里公路）穿过该镇东部。
该地2022年人口有5,812人；2010年人口5,733；2002年人口5,823；1989年人口5,193。